# Весёлые проказники
Весёлые проказники (англ. Merry Pranksters) — название неформальной субкультурной коммуны, существовавшей с 1964 по 1966 год в Соединённых Штатах Америки. Коммуна оказала существенное влияние на популяризацию ЛСД и спровоцировала психоделическую (также называемую кислотной) революцию.
Коммуна начала образовываться в 1958 году, когда её будущий лидер, писатель Кен Кизи, переехал на Перри-лейн — один из элитных районов возле Стэнфордского университета, где он посещал курсы писательского мастерства и принимал участие в опытах с психотропными веществами. Окончательно группа Весёлых проказников сформировалась летом 1964 года после завершения автобусного путешествия «Далше». Коммуна просуществовала два года — с 1964 по 1966. Датой распада принято считать 31 октября 1966, когда Кен Кизи простился с Проказниками на последней вечеринке, проведённой коммуной.
Распавшаяся коммуна Весёлых проказников стала связующим звеном между битниками и хиппи.

## Предпосылки к формированию коммуны

### Перри-лейн

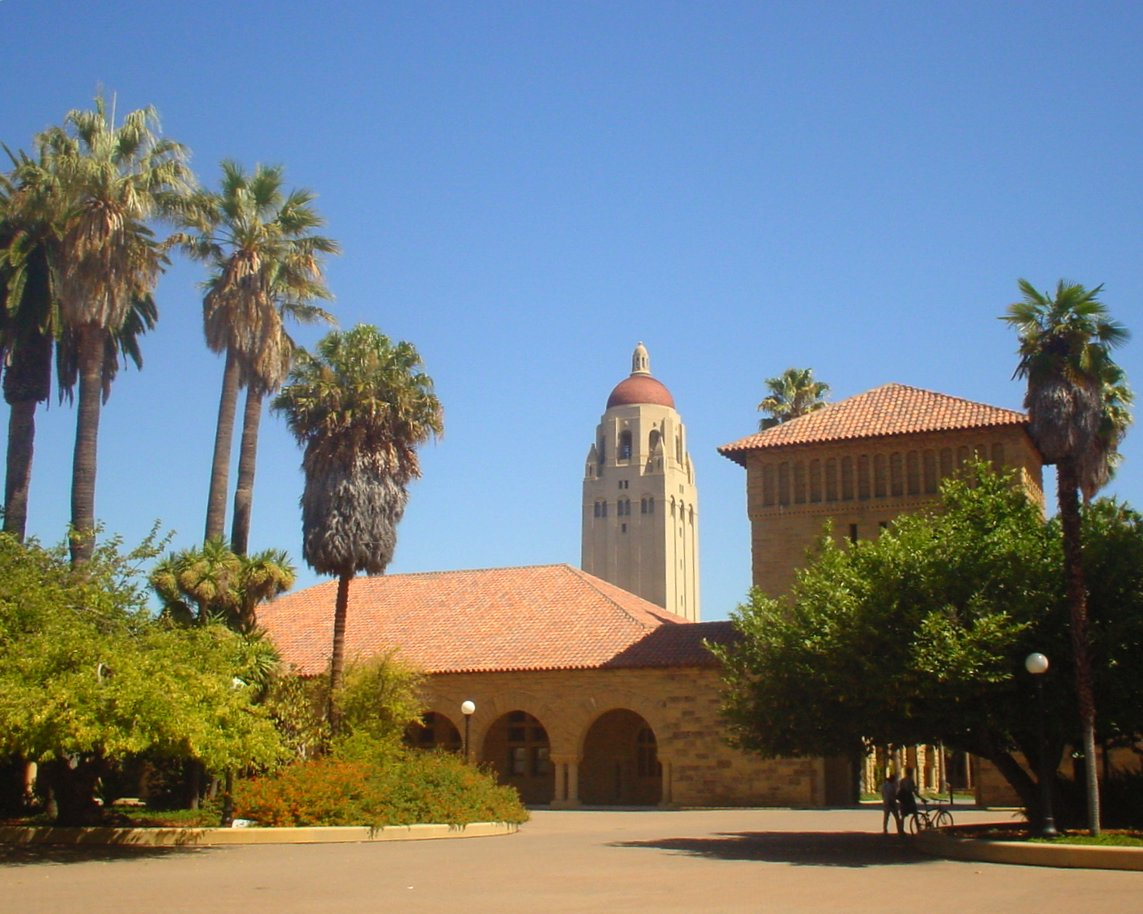
Стэнфордский университет

Образование коммуны Весёлых проказников и период её существования неразрывно связан с американским писателем Кеном Кизи, лидером и учителем Проказников. Зарождение коммуны началось в 1958 году, когда Кен Кизи получил Национальную стипендию Вудро Вильсона (англ. Woodrow Wilson National Fellowship Foundation) и был зачислен на курсы писательского мастерства в Стэнфордском университете, где был высоко оценён местной аудиторией. Он был принят на Перри-лейн, где образовалась стэнфордская богема. Американский писатель Том Вулф, в документальной книге «Электропрохладительный кислотный тест» (англ. The Electric Kool-Aid Acid Test, 1968, рус. перевод 1996), описывает это место следующим образом:

<…>Перри-лейн была настоящей Аркадией — Аркадией по соседству с площадкой для гольфа.<…>Поселиться на Перри-лейн было всё равно что добиться членства в престижном клубе. 
Переехать на Перри-лейн было возможно только при наличии тесных дружественных связей с кем-то из обитателей улицы — для Кизи этим «кем-то» стал молодой писатель Робин Уайт (англ. William Robinson White), в 1959 году получивший Харперовскую литературную премию
за роман «Слоновья Горка» (англ. Elephant Hill). Уайт подыскал Кизи и его жене Фэй коттедж на Перри-лейн, и местная общественность одобрительно приняла нового соседа.

### Ветеранский госпиталь в Менло-Парке

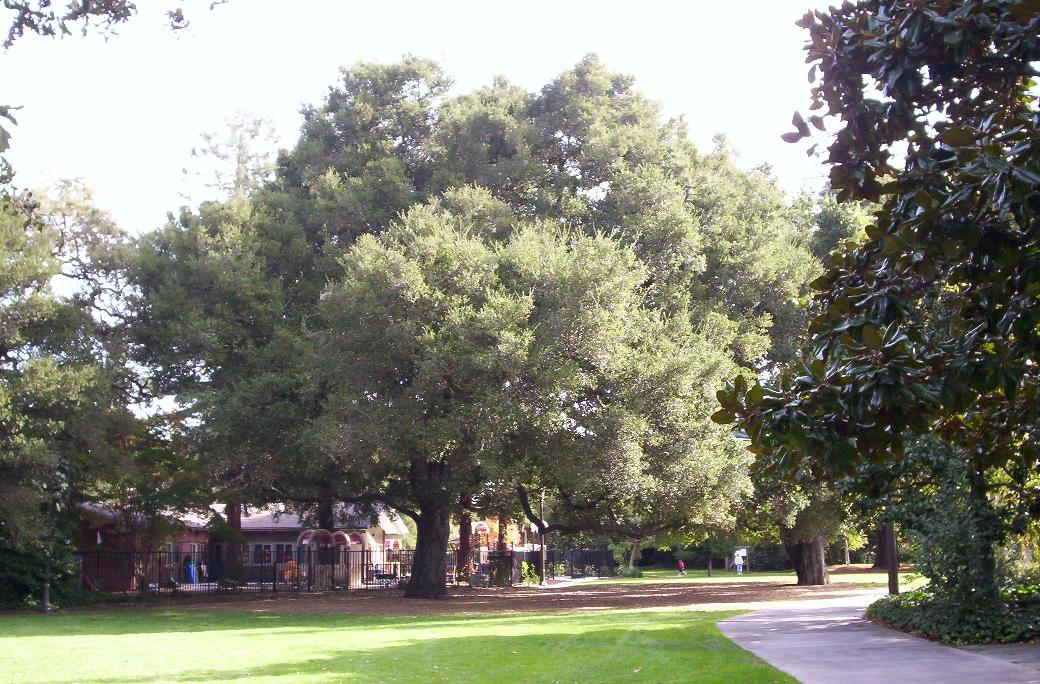
Менло-Парк

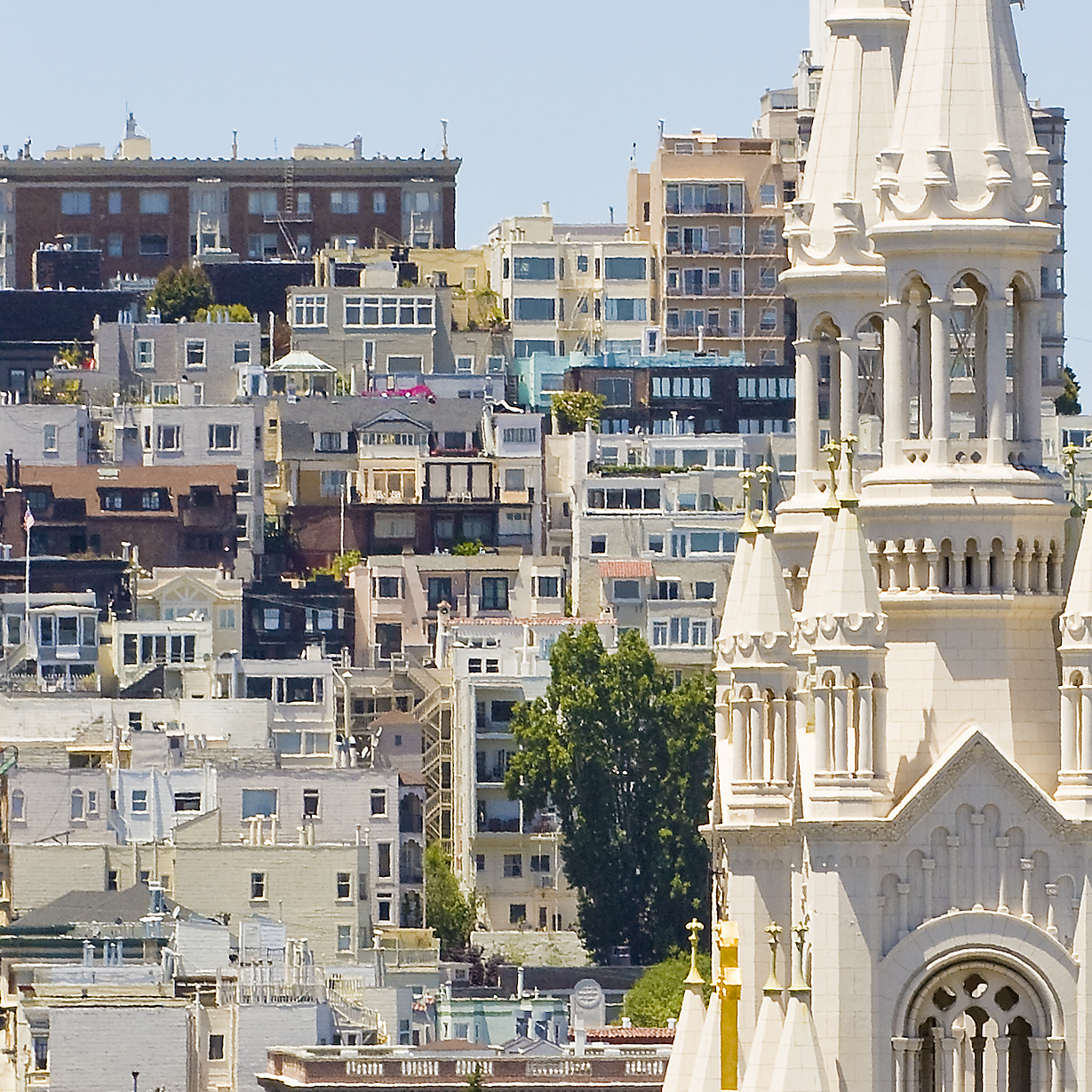
Норт-Бич, Сан-Франциско

Один из жителей Перри-лейн, молодой аспирант-психолог Вик Ловелл (англ. Vic Lovell), познакомил Кизи с фрейдистской психологией и рассказал о проводимых в Ветеранском госпитале в Менло-Парке экспериментах, которые вызывают временное состояние, приближенное к психозу. Кизи с энтузиазмом принял участие в опытах, суть которых заключалась в исследовании влияния различных психотропных веществ на испытуемых.

<…>Доктора появлялись в белых халатах, с журналами для записей, измеряли кровяное давление и частоту пульса, брали мочу на анализ, заставляли их [испытуемых] решать простые логические и математические задачи вроде сложения цифр в столбик или оценки времени и расстояния<…>
—  Т.Вулф, Электропрохладительный кислотный тест
За время пребывания в качестве подопытного, Кизи попробовал широкий ассортимент психоделических препаратов:
- ЛСД
- Псилоцибин
- Мескалин
- Пейотль
- ИТ-290 (Альфа-метилтриптамин)
- Семена пурпурного вьюнка (англ. Purple Bindweed)

С подачи участников экспериментов на Перри-лейн начали просачиваться используемые в опытах препараты — и постепенно вся жизнь улицы сконцентрировалась вокруг Кизи. Особую популярность сыскала «легендарная перри-лейнская Острая Оленина — блюдо, изобретённое Кизи и состоящее из тушёной оленины, сдобренной ЛСД<…>».
Следующим образом в статье «Сны Орегона» Валерий Нугатов описал последствия проводимых в Менло-Парке опытов на общественную жизнь:

Учёные-психологи из Стэнфордского университета даже предположить не могли, что академические опыты, проводившиеся в его стенах, в скором времени приведут к глобальному перевороту в сознании не только населения США, но и всего Западного мира.
По совету Ловелла Кизи устроился на постоянную работу в психиатрическое отделение Менло-Парка ночным санитаром, чтобы иметь возможность работать над своей книгой «Зоопарк», повествующей о культовом для битников месте — Норт-Бич в городе Сан-Франциско. Однако вместо «Зоопарка» Кизи пишет «Пролетая над гнездом кукушки» (англ. One Flew Over the Cuckoo's Nest, 1962), будучи захваченный жизнью отделения, которое в вышеупомянутой книге и описывает. Примечательно, что многие главы книги Кизи написал под воздействием психотропных веществ, а образы героев списаны с реальных пациентов больницы.

### Компания
На Перри-лейн, ставшей для интеллектуальных кругов штата Калифорния в некотором роде культовым местом, в коттедже Кизи стали регулярно собираться разнообразные люди — многие из которых впоследствии вошли в коммуну Весёлых проказников. Список самых примечательных лиц, регулярно посещавших коттедж Кизи, указан ниже.
- Нил Кэссиди (один из ключевых персонажей бит-поколения)
- Ларри Макмертри (писатель)
- Эд Маккланахен (англ. Ed McClanahan) (писатель)
- Боб Стоун (англ. Robert Stone (novelist)) (писатель)
- Джерри Гарсия (музыкант, фронтмен группы The Grateful Dead)
- Ричард Алперт (учёный, исследователь ЛСД)

### Конец эпохи
«Конец эпохи» — клише, придуманное журналистами, чтобы описать сделку по покупке бо́льшей части Перри-лейн в конце июля 1964 года неким предпринимателем. Предполагалось снести старые коттеджи и построить там новые современные дома. Вынужденный съехать, Кен Кизи купил себе и жене новый дом в Ла-Хонде, штат Калифорния, куда и пригласил переместиться всю компанию с Перри-лейн.

## Период расцвета коммуны

### Дом в Ла-Хонде

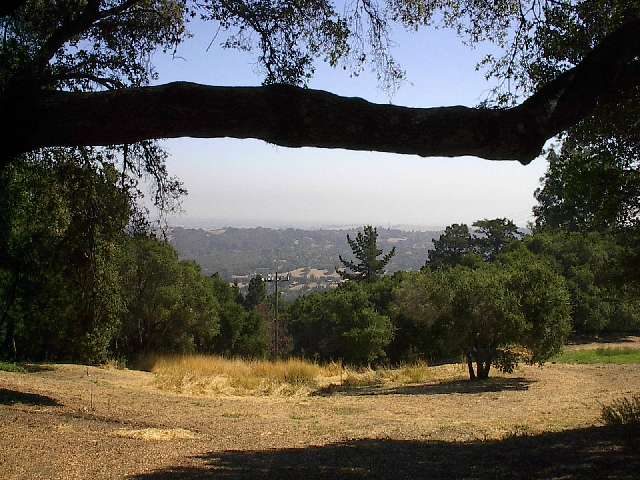
Ла-Хонда, вид на Стэнфордский университет

Находясь под впечатлением от восприятия мира «под» ЛСД, Кизи специфическим образом оформил своё новое жилище.

На крыше дома он установил высококлассные громкоговорители <…> Дальше — громадное дерево с дуплом у основания, а в дупле, поблескивая в зеленоватой тьме, — оловянная лошадка <…> На каждом шагу попадалась всевозможная аппаратура — магнитофоны, кинокамеры, проекторы <…>

Кизи оборудовал звуковой аппаратурой не только автобус, но и сам лес. Вверх по склону холма тянулись, пропадая в зарослях секвой, провода, а там, наверху, микрофоны могли ловить случайные звуки. В секвойном лесу, на вершине отвесной скалы, на другой стороне шоссе, были установлены мощные громкоговорители с театральными рупорами, вполне способные озвучить все ущелье.
Гигантские зелёные и оранжевые полосы светящейся краски поднимались по стволам парящих в вышине секвой и мерцали в темноте <…>
—  Т.Вулф, Электропрохладительный кислотный тест

### Автобусное путешествие
Основная статья: Далше
Постепенно в новом доме Кена Кизи сложилась тесная компания единомышленников. В своеобразном «семейном кругу» Ла-Хонды зародилась идея о покупке автомобиля для путешествия в Нью-Йорк. Авторство проказы доподлинно определить невозможно, но Вулф связывает её с Кеннетом Бэббсом:

Точно не знаю, кому из Весёлых Проказников пришла идея в голову насчёт автобуса, но и здесь чувствуется почерк Бэббса. Во всяком случае, это была суперпроказа. Первоначальная фантазия, возникшая весной 1964 года, состояла в том, что Кизи и четыре-пять его спутников раздобудут многоместный автомобиль фургонного типа и отправятся в Нью-Йорк на Всемирную выставку.—  Т.Вулф, Электропрохладительный кислотный тест
Также отмечают публикацию в Нью-Йорке книги Кизи «Порою блажь великая» (англ. Sometimes a Great Notion, 1964, рус. перевод 2006) как причину Автобусного путешествия.
Приобретя старый школьный автобус International Harvester 1939 года, проказники оснастили его многочисленной аппаратурой — динамиками, микрофонами, и средствами записи звуков как внутри, так и снаружи автобуса. Раскрасив его спектральными цветами — жёлтым, оранжевым, синим, красным и разнообразными узорами и мандалами, Весёлые проказники покинули Ла-Хонду весной 1964 года.
Данная поездка окончательно сформировала коммуну Весёлых проказников и послужила точкой отсчёта для «золотого» периода коммуны, периода её расцвета. Описывая влияние Кизи на участников автобусного путешествия, Том Вулф цитирует Йоахима Ваха:

Обретя опыт нового глубокого восприятия, проливающего новый свет на мир, основатель — весьма обаятельный человек — начинает вербовать учеников. Его сторонники образуют неофициальную, но характеризующуюся тесными узами организацию, членов которой связывает между собой тот опыт нового восприятия, природу которого открыл и истолковал учитель.<…> Учеников можно назвать товарищами основателя, привязанными к нему самозабвенной любовью, преданностью и дружбой. <…> 

### Персоналии
Автобусное путешествие и первые месяцы существования коммуны сформировали её основной состав, отобрав идейных Проказников среди всех посвящённых (см. главу 5.1):
- Кен Кизи
- Нил Кэссиди
- Кеннет Баббс (англ. Ken Babbs)
- Пейдж Браунинг (John Page Browning)
- Джордж Уокер (George Walker)
- Сэнди (Sandy Lehmann-Haupt)
- Каролин Адамс (англ. Carolyn Adams), также известная среди Проказников как «Горянка» (англ. Mountain Girl). Присоединилась к коммуне по прибытии «Далше» в Ла-Хонду, мать[9] дочери Кена Кизи Саншайн (Sunshine). После распада коммуны вышла замуж за Джерри Гарсия.
- Ларри Макмертри
- Эд Маккланахен (англ. Ed McClanahan)
- Боб Стоун (англ. Robert Stone (novelist))
- Пол Фостер (англ. Paul Foster (cartoonist))
- Джерри Гарсия и оригинальный (в период с 1965 по 1967 год) состав группы The Grateful Dead
- Энтони Дин Уэллс, также известный среди Проказников как «Отшельник»
- Майк Хейджен
- Рон Бевёрт
- Чак Кизи
- Дэйл Кизи

### Первый арест
Бурная жизнь коммуны Весёлых проказников и постоянные шумные вечеринки в Ла-Хонде причиняли много хлопот жителям окрестностей, и в конечном итоге происходящим заинтересовалась полиция округа Сан-Матео и Федеральная служба по борьбе с наркотиками. В 1964 году за домом Кизи было установлено наблюдение — членов коммуны подозревали в употреблении наркотиков: героина, морфия и кокаина.
Полицейские и федеральные агенты вошли на территорию дома в Ла-Хонде, где обосновались проказники, 23 апреля 1965 года в 22:50. В итоге Кизи и ещё двенадцать человек были арестованы на основании обвинений:
- хранение марихуаны;
- хранение принадлежностей для приёма наркотиков (имеются в виду найденные шприцы);
- сопротивление при аресте;
- причинение ущерба нравственному облику несовершеннолетних (имеются в виду Каролин Адамс и Энтони Дин Уэллс, которым на тот момент было меньше 21 года).

Все арестованные спустя небольшое время были выпущены под залог, хотя юридические претензии к Кену Кизи сохранились. Данное событие послужило крупнейшей рекламой для коммуны из-за поднявшейся в прессе шумихи вокруг ареста «известного прозаика» и привлекло в Ла-Хонду множество любопытных молодых людей, включая большое количество битников и прочих субкультурных групп того времени.

### Ангелы Ада
C Ангелами ада Кена Кизи познакомил Хантер С. Томпсон, когда работал над одноимённой книгой. На Ангелов произвёл впечатление арест Кизи за хранение марихуаны и они прониклись к нему определённым уважением. После того, как несколько байкеров совместно с Кизи покурили марихуаны, двери Ла-Хонды окончательно открылись перед мотоциклетным клубом.
Первый раз Ангелы Ада приехали в Ла-Хонду 7 августа 1965 года.

Мне посчастливилось стать своим в обеих тусовках, и в каком-то смысле я был общественным дирижёром — понемногу смешивал Ангелов и Проказников и смотрел, что из этого выйдет — конечно, для прикола, но был и личный интерес, потому что мне хотелось получить увлекательный сюжет, который я мог бы описать.<…>
К чести Кизи и Проказников, они были настолько без тормозов, что не испугались.<…> Я сказал Кизи, что если уж он пройдёт через это, он заслуживает расстрела в качестве военного преступника.<…>
—  Хантер С. Томпсон, Песни обречённого

Это было похоже на мчащийся в десяти милях от них локомотив. Это Ангелы Ада надвигались «походным порядком», спускаясь с горы на «Харли-Девидсонах-74».<…> вот они показались из-за последнего поворота, Ангелы Ада, на мотоциклах, бородатые, длинноволосые <…>
—  Т.Вулф, Электропрохладительный кислотный тест
Двухдневное пребывание Ангелов в Ла-Хонде также примечательно посещением коммуны такими выдающимися личностями как Аллен Гинзберг и Ричард Алперт, присоединившихся к всеобщему веселью. Данное событие нашло отражение в книге Хантера С. Томпсона «Ангелы Ада». Примечательно, что ради обеспечения общественного порядка, на время пребывания Ангелов в Ла-Хонде, дом Кизи был окружён полицейским кордоном, но стражи порядка не вторгались в частные владения и все два дня оставались наблюдателями.

Проказники по-человечески сблизились с некоторыми Ангелами. <…> Время от времени кто-нибудь приводил того или иного Ангела в домик на дереве и по-настоящему посвящал в тайны психоделических веществ.—  Т.Вулф, Электропрохладительный кислотный тест

### Конференция унитарианской церкви

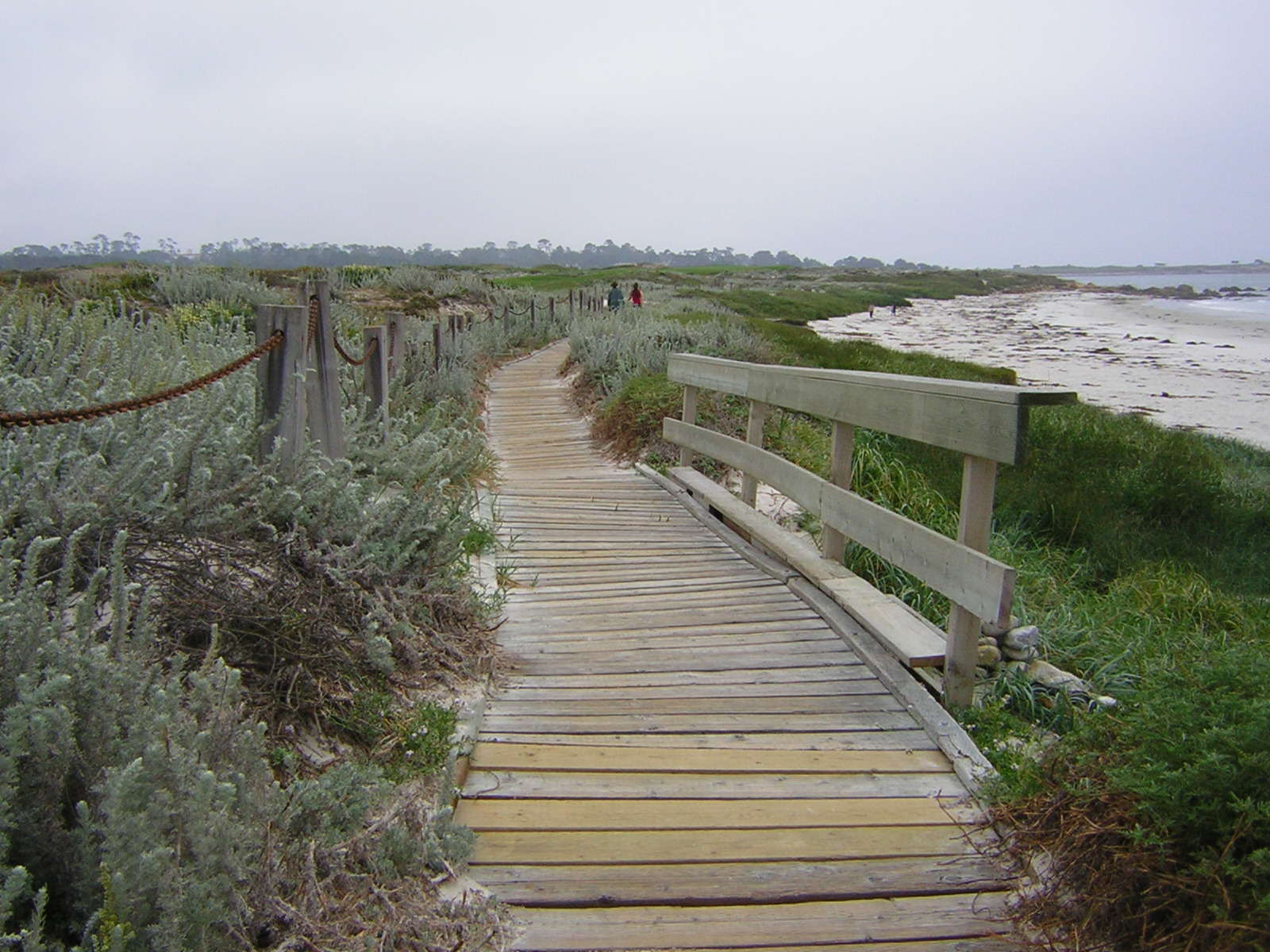
Пешеходная дорога в парке Асиломар

Кизи был приглашён принять участие в конференции унитарианской церкви в прибрежном парке Асиломар (англ. Asilomar State Beach), в Монтерее. Кизи приехал туда на неизменном автобусе с внушительной группой Проказников на борту, внося напряжение в происходящее.
Сдаётся мне, что придется уткнуть их носом в их собственные идеи. Унитарии — люди, которые отстаивают право на инакомыслие, нонконформизм и кучу других замечательных идей, а мы ткнем их в это носом — компания наркоманов, парочка бывших арестантов, один гомосексуалист: люди, живущие в автобусе…Кен Кизи
Выступления Кизи в его отливающей всеми цветами радуги куртке Инь-Ян (в противовес повсеместно распространённым среди унитариев спортивным рубашкам) были посвящены символам, которыми люди пользуются, играх, в которые втянуты, о невозможности познать эмоцию до её испытания с обеих сторон, и кончилось втаптыванием государственного флага в пол и коллективным распеванием Америки Прекрасной.
Весёлые проказники внесли суматоху в ход конференции и своими выходками и экстравагантным видом раскололи лагерь унитариев на две группы: тех, кто был в автобусе, и тех, кто был вне его(см. главу 5.1).

### Аузли

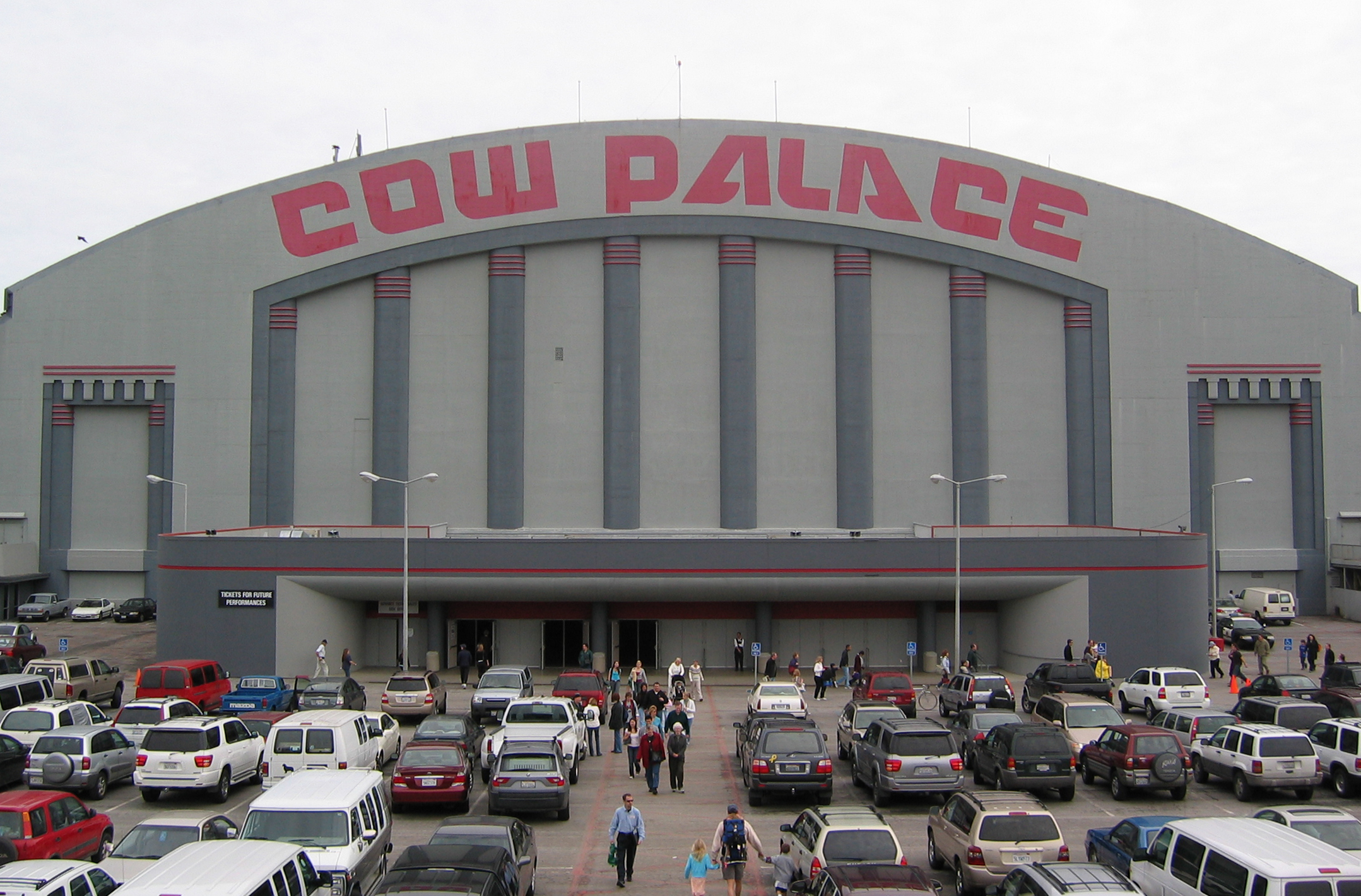
«Кау-Пэлэс», г. Дейли-Сити, Калифорния

После концерта The Beatles, прошедшего 19 августа 1964 в Кау Пэлэс (англ. Cow Palace), г. Дейли-Сити, на котором побывали Весёлые проказники, в Ла-Хонде произошла примечательная для коммуны встреча.

Нахальный коротышка, темноволосый, одетый как кислотный торчок, в обычное бродяжье шмотье, однако обладающий странным возбуждённо-кислотным голосом, отчего становится похожим на торчка со способностями владельца зала для катания на роликах, — этот типчик материализуется перед Кизи, отделившись от грязно-бродяжной толпы, и объявляет: «Я — Аузли».—  Т.Вулф, Электропрохладительный кислотный тест
Аугустус Аузли Стэнли (англ. Owsley Stanley), известный среди Проказников как «Аузли», внук сенатора Соединённых Штатов Америки от штата Кентукки. Студент-недоучка из Калифорнийского университета в Беркли, химик, «кислотный гуру». Создатель нескольких подпольных лабораторий по изготовлению ЛСД и автор идеи по нанесению эмблем (рисунков) на таблетки с наркотиком, обозначающих концентрацию кислоты.
Аузли был принят как полноправный член коммуны и на протяжении её существования был основным поставщиком ЛСД для Проказников. Впоследствии, после прекращения продаж наркотика, Аузли стал крупнейшим на территории Соединённых Штатов и во всём мире поставщиком и производителем ЛСД.

### Антивоенный митинг в Беркли
Комитетом Вьетнамского Дня (англ. Vietnam Day Committee) Кен Кизи был приглашён выступить на антивоенном митинге 1965 года в Беркли, на территории Калифорнийского университета.

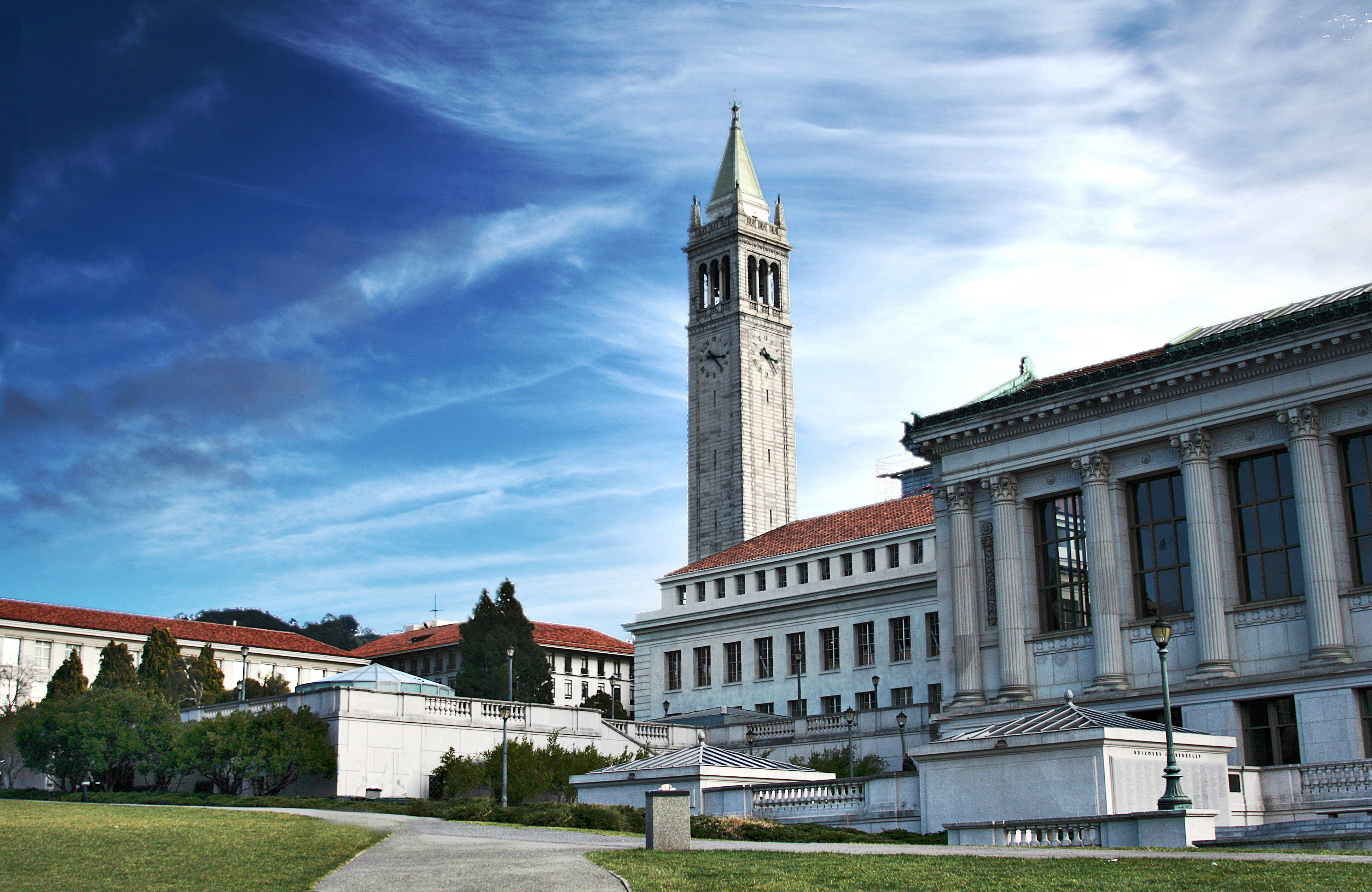
Кампус Беркли на территории Калифорнийского университета

Проказники решили совершить шуточное вооружённое нападение на митинг, раскрасив свой автобус цветом высохшей крови и покрыв милитаристскими символами. На крыше они установили орудийную башню с игрушечным пулемётом, изготовили деревянные ружья, одно нелепее другого. Сами члены коммуны нарядились в самолично сшитую форму — пародию на армейскую. Согласно первоначальному плану, они намеревались заявиться на митинг в компании многочисленных Ангелов ада, увешанных свастиками, но из-за своей несобранности Проказники опоздали в условленное место встречи и в итоге в Беркли оказались без сопровождения колонны байкеров, своим появлением на митингующих особого эффекта не произведя.
К моменту, как должен был выступать Кизи, члены коммуны установили свою многочисленную музыкальную аппаратуру на помосте для ораторов и выстроились в ряд за спиной главного Проказника.
— Да будет вам известно, что ни митингами, ни маршами войну не остановишь… Этим занимаются они… Они проводят митинги и марши… Они воюют уже десять тысяч лет, и таким способом их не остановишь… Десять тысяч лет, и с той же целью они затеяли эту игру, игру в митинги и марши… и в ту же самую игру играете и вы… в их игру…

— Я тут смотрел на оратора, который только что был на моем месте… мне не было слышно то, что он говорил… но я слышал то, как звучали его слова… и ещё я слышал, как звучала ваша реакция на них… видел я и его жесты <… > и знаете, кого я увидел… и кого услышал?… Муссолини… Вот на этом самом месте, всего несколько минут назад, я видел и слышал Муссолини… Ага… вы играете в их игру…

<…>Месяц назад я ходил на концерт «Битлз»… И я услышал, как <…> кричат сразу двадцать тысяч девочек <…> Они кричат: «Я!Я!Я!Я!.Это Я!» Это крик самомнения, таков и крик сегодняшнего митинга!<…> Вот почему не прекращаются войны… из-за самомнения <…> Ага, вы играете в их игру…

<…> Остаётся только одно… только одна вещь, которая будет иметь хоть какой-то смысл… Всем надо просто посмотреть на неё, посмотреть на эту войну, повернуться к ней спиной и сказать: «Насрать на неё…»Кен Кизи
После окончания речи Кизи Проказники принялись невпопад играть на своих инструментах — а в толпе митингующих начался разброд. Старания предыдущих ораторов, преследующих цель максимально «разогреть» толпу для запланированного после выступлений марша в Окленд, в армейский перевалочный пункт, откуда отправлялись во Вьетнам люди, провиант и боевая техника, оказались тщетны и напрасны. «Боевой дух» был окончательно утерян и демонстранты смогли дойти только до границы Окленда и Беркли, где были встречены полицией и Национальной гвардией — и развернулись назад.

### Кислотные тесты и Фестиваль Полётов
Основная статья: Кислотные тесты
Идея проведения Кислотных тестов зародилась как противопоставление учению о приёме ЛСД, которое сформировали Тимоти Лири, Ричард Алперт и Ральф Метцнер (англ. Ralph Metzner). Со своей стороны, осознав сложившуюся к тому моменту социальную значимость коммуны и возможность Проказников влиять на умонастроения общества, Кен Кизи решил в противовес учению «ЛСДшных гуру» превратить приём ЛСД в безумную вечеринку. Начиная с ноября 1965, проведение Кислотных Тестов стало основным занятием коммуны и вся деятельность её членов сконцентрировалась вокруг изобретения новых способов технической оснастки вечеринок — видео и аудио сопровождения, звуковых и визуальных эффектов и, конечно, популяризации наркотика.
Успех серии проведённых вечеринок привёл к идее Фестиваля Полётов, которая принадлежала Стюарту Бранду и сан-францисскому художнику Рамону Сендеру. Фестиваль Полётов состоялся в 21 января 1966 года в Портовом зале (англ. Longshoremen’s Hall) в Сан-Франциско.
Главной рекламой Фестиваля Полётов послужил арест полицией Кена Кизи и Горянки, произошедший за два дня до фестиваля — по словам женщины, живущей рядом с домом Бранда, на крыше которого находились проказники, «какие-то пьяные хулиганы швырялись в её окна камнями». Приехавшая полиция обнаружила на крыше здания Кизи и Адамс — при них было найдено 3,54 грамма марихуаны.
Обоих освободили 20 января 1966 года — из здания муниципального суда Проказников забрал автобус «Далше» с многочисленными членами коммуны на борту. Вся компания двинулась колесить по Сан-Франциско и рекламировать предстоящий Фестиваль Полётов, упирая на совершенно новую для Проказников форму проведения вечеринки — опыт восприятия ЛСД без ЛСД. Также рекламе фестиваля сыграло на руку освещение городскими газетами ареста Кизи — и в интеллектуальных кругах новость о предстоящем мероприятии распространилась с огромной скоростью — на входе в Портовый зал образовалась невообразимая давка, желающих попасть внутрь оказалось гораздо больше, чем могла вместить площадка проведения фестиваля.
Фестиваль Полётов продолжался с 21 по 23 января и выручка с продажи билетов составила 12 500 долларов США. Из-за небывалого успеха вечеринки был подписан контракт с залом Филмор на еженедельное проведение Фестиваля. Примечательно, что в прессе прошедшую вечеринку описали именно как опыт восприятия ЛСД без ЛСД, хотя большинство из присутствовавших на прошедшем Фестивале подобным заблуждением не страдало.

### Побег
Повышенное внимание прессы и сан-францисской молодёжи к Кизи и коммуне не могли не обратить на себя внимание местной полиции — и на главного Проказника была развернута настоящая «охота». Постановлением суда его вынудили съехать из Ла-Хонды, а сам дом был продан человеку, не имевшему ничего общего с коммуной. Кизи также было запрещено появляться в округе Сан-Матео. Помимо прочего Кизи грозил приговор к пяти годам заключения без права на досрочное освобождение по повторному обвинению в хранении марихуаны. Результатом скопившихся против Проказника обвинений стало предъявление ордера на арест за нарушение правил отбытия условного наказания.
Если общество намерено объявить меня вне закона — тогда я сделаюсь изгоем, причём чертовски хорошим. Людям только это и нужно. Во все времена люди нуждаются в изгоях.Кен Кизи
Был разработан план по побегу Кизи в Мексику. Член коммуны Бойс должен был перевести его в кузове своего грузовика через границу у Тихуаны. Замаскировать от глаз общественности дерзкую затею намеревалось следующим образом: Кизи должен был написать предсмертную записку и далее человек, необычайно похожий на него, на машине совершит аварию на прибрежной трассе. На берегу предполагалось оставить несколько наиболее приметных вещей главного Проказника — и таким образом инсценировать его самоубийство. При всех достоинствах разработанного плана из-за находившегося под кислотой двойника Кизи затея тотально провалилась и местная полиция раскрыла нехитрую авантюру Проказников. Случилось это, однако, когда Кизи уже находился вне их юрисдикции.
После того, как учитель оставил коммуну и сбежал в Мексику, лидером стал Кеннет Баббс (англ. Ken Babbs), перенёсший основную на тот момент деятельность Проказников, Кислотные Тесты, на территорию Лос-Анджелеса. Имущество проказников из проданного дома в Ла-Хонде было упаковано и отправлено в Орегон, к родителям Кизи, архивы спрятаны у членов коммуны, а некоторые вещи розданы местным наркоманам. С отъездом Кизи золотой период существования коммуны логически был завершён.

## Период упадка коммуны

### Уоттсовский тест
Печальную для Весёлых проказников известность приобрёл проведённый Баббсом 12 февраля 1966 кислотный тест в пригороде Уоттса (англ. Watts, Los Angeles, California), в городе Комптон, где бесплатная раздача ЛСД всем присутствующим (к слову, замаскированная под популярное в то время угощение пуншем) достигла столь широкого размаха, что привлекла повышенное внимание прессы и полиции. После проведённого теста имена Весёлых проказников и проводимые ими вечеринки стали упоминаться в газетах именно с упором на присутствие там наркотиков, а само психоделическое движение в штате Калифорния окончательно вышло из подполья, наркотики стали достоянием широкой общественности. Уоттсовский тест послужил причиной раскола в группе Баббса — многие из «основного костяка» Проказников разъехались по штату кто куда, и коммуна как сплочённый коллектив фактически распалась.

### Мексика

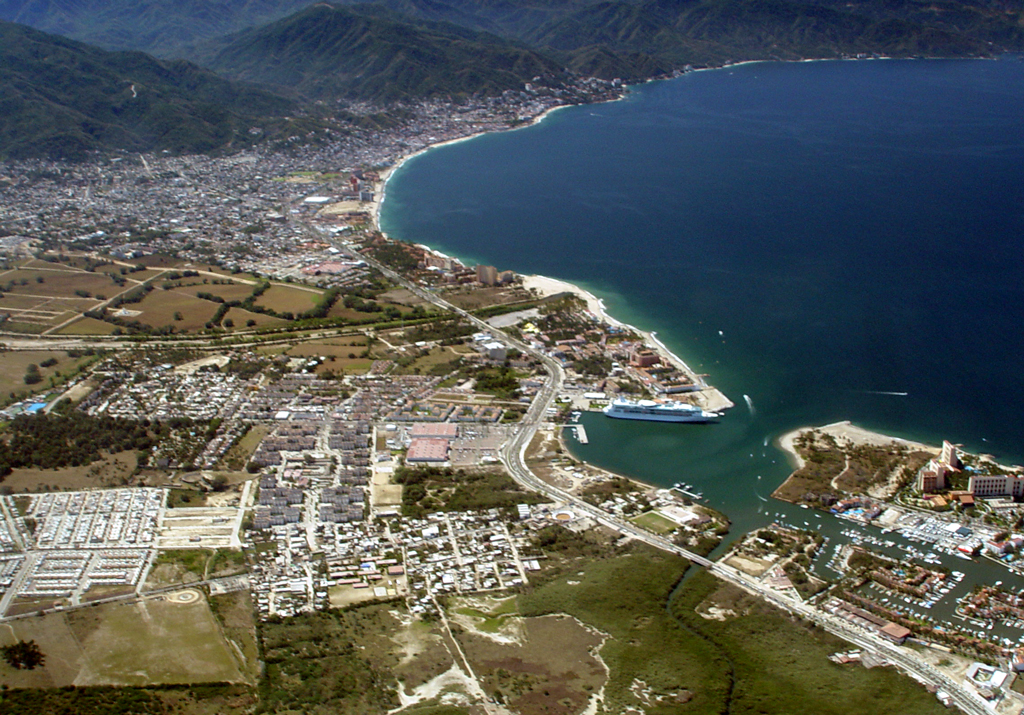
Вид на Пуэрто-Валларта

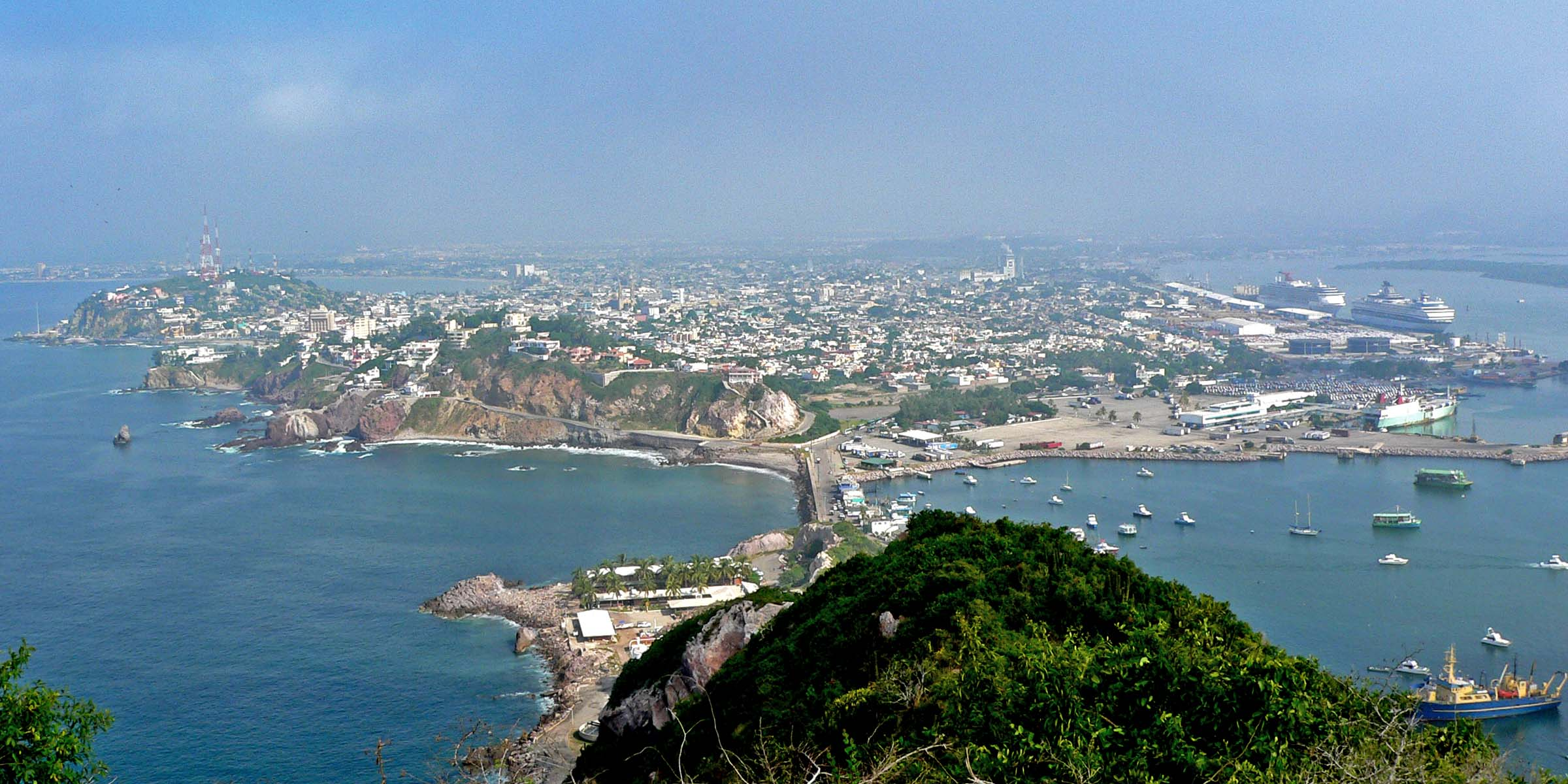
Панорама Масатлана

В Мексике Кена Кизи сопровождали Стив Ламберт, Бойс и присоединившаяся в ходе путешествия давняя подруга Ламберта, которую главный проказник окрестил «Чёрной Марией» — они встретились в одном из баров курорта Масатлан, где ненадолго останавливались.
Вместе с друзьями Кизи обосновался в небольшом арендованном доме на западном побережье Мексики, у залива Баия-де-Бандерас в Пуэрто-Вальярте, где до них дошли вести из Соединённых Штатов, что проказа с самоубийством раскрыта и полиция знает, где скрывается беглец. На поиски объявленного в розыск опального писателя были отправлены мексиканские Федералес, но Кизи уже спешно покинул город, решив вернуться обратно в Масатлан.
В это же время закончился Уоттсовский тест и некоторые из Проказников решили поехать в Мексику, условившись там встретиться с Кизи. В поездке приняла участие жена беглеца Фэй с детьми, Баббс (англ. Ken Babbs), Горянка (англ. Carolyn Adams), Хейджен, Уокер и Гретхен. Чуть позже к ним присоединился Пейдж Браунинг, Сэнди Леманн-Хаупт, Нил Кэссиди и Боб Стоун (англ. Robert Stone (novelist)) из старой перри-лейнской компании.
На пригородном шоссе небольшая группа Проказников была остановлена разыскивающими Кизи федералес и задержана на основании найденной в машине марихуаны, однако Кизи удалось сбежать и добраться до близлежащего города Гвадалахара, уйдя от преследования. Недолго скрываясь там, он вернулся к поджидавшим его в Масатлане друзьям.
Небольшое время спустя Весёлые проказники вместе с Кизи вернулись в США.

### Выход за пределы кислоты
От разыскивающей его полиции Кизи укрывается в доме своего друга в Пало-Альто, откуда изредка наведывается на психоделические вечеринки, которые начали проводиться во всей Калифорнии с подачи Уоттсовского теста. В это же время он планирует встречу с Аузли, чья популярность в среде открывших для себя ЛСД молодых людей возрастает с каждым днём. Основная идея данной встречи — это мысль Кизи о выходе за пределы кислоты. По мнению главного Проказника, под кислотой человек находит тот новый опыт восприятия, которого стремился достигнуть, но в духовном развитии далее он фактически не продвигается, зависнув в данном состоянии. В этот период у Кена Кизи впервые более-менее отчетливо формируется призыв к отказу от употребления кислоты. Высказанные на состоявшейся встрече идеи были негативно восприняты как самим Аузли, так и присутствовавшим при разговоре представителям различных субкультурных коммун, что сформировались в отсутствие Кизи.

### Арест
Я намерен оставаться в этой стране в качестве беглеца, а также в качестве соли на раны Дж. Эдгара Гувера.
После первого крупного мероприятия, проведённого образованной на Хейт-Ашбери коммуной, Кизи встретился с репортёром «Сан-Франциско Хроникл» и в подробностях поведал историю своего бегства в Мексику и последующие планы. Поскольку на тот момент Кизи находился в розыске ФБР, опубликованный материал произвёл фурор в среде массмедиа, однако по своей сенсационности уступил другой, ещё более дерзкой проказе.
При помощи Роджера Гримзби, работника KGO-TV (англ. Station KGO), было записало видеоинтервью с Кизи, через несколько дней вышедшее в эфир на всех каналах Сан-Франциско. В дальнейшие планы главного проказника входило публичное выступление на планирующемся грандиозном Фестивале Полётов и дальнейшее исчезновение со сцены — однако планы были нарушены по пути из Сан-Франциско в Пало-Альто, где машину с находящимся внутри Кизи остановили агенты ФБР. После неудачной попытки бегства его арестовали за три преступления:
- хранение марихуаны в округе Сан-Матео (осуждён, но наказания не отбывал);
- хранение марихуаны в Сан-Франциско (не отбывал наказания из-за побега в Мексику);
- федеральное обвинение в побеге с целью уклонения от судебного преследования.

В ходе двух судебных слушаний над Кизи он был выпущен под залог, ФБР сняло с него все обвинения. Причиной этому послужили старания адвоката Пола Робертсона, уверившего представителей правосудия в том, что беглец самолично вернулся на территорию Соединённых Штатов Америки исключительно ради предстоящего выступления перед молодёжью, в ходе которого будет провозглашён выход за Пределы Кислоты и призыв к отказу от употребления вредного наркотика. Учитывая популярность Кизи и тот факт, что он являлся ключевой фигурой всей психоделической революции, уверения Робертсона подействовали. Из грозивших Кизи пяти или даже более лет тюрьмы он отсидел только пять дней.

### Выпускной бал. Окончание кислотного теста
Ситуация, сложившаяся вокруг Кизи, пришлась не по вкусу собравшейся на Хейт-Ашбери молодёжи и калифорнийским любителям ЛСД — Кизи обвиняли в ренегатстве, отказе от собственных убеждений и в том, что он «продался» полиции за возможность избежать правосудия. Главного проказника пригласили принять участие в телешоу Джона Бартоломью Такера (англ. John Bartholomew Tucker) на канале KPIX (англ. KPIX-TV) для пространного рассказа об опасности, связанной с приёмом ЛСД, однако в ответ на вопрос, собирается ли он выступить с предложением бросить наркотик, Кизи ответил в специфической для себя манере.
Пора подниматься на следующую ступень психоделической революции. Не знаю, как поточнее растолковать вам, что это будет, знаю только, что мы достигли определённой точки и дальше не движемся, ничего больше не созидаем и именно поэтому должны подняться на следующую ступень…
Выпускной бал по случаю Окончания Кислотного Теста был проведён 31 октября 1966 года в Уинтерленде (англ. Winterland Ballroom), и ради этого весь основной костяк Весёлых проказников прибыл в Сан-Франциско, включая даже давних друзей Кизи с Пери-лейн. К выступлению на вечеринке готовились The Grateful Dead, посетить мероприятие также собралось большое количество Ангелов ада — из тех, что августе 1965 были в Ла-Хонде. С постером, гласящим: «ОКОНЧАНИЕ КИСЛОТНОГО ТЕСТА», автобус Далше колесил по городу, рекламируя намеченное событие.
На Выпускной бал в большом количестве приехали представители различных телевизионных станций, ждавших выступления Кизи, однако последний только повторил иными словами уже высказанную на шоу Такера мысль о «поднятии на следующую ступень». В конце выпускного бала Кизи простился с Весёлыми проказниками и вместе с женой Фэй покинул Уинтерленд.
С уходом Кизи коммуна, возглавившая психоделическое движение 1960—1970 годов и ставшая фундаментом для движения хиппи, прекратила своё существование.

## После распада коммуны: 1967—2005
После «Выпускного бала» большинство членов коммуны разъехались по территории Соединённых Штатов или присоединились к иным неформальным объединениям, созданным по образу и подобию группы Кизи, но в течение последующих после распада трёх десятилетий некоторые из Проказников продолжали изредка собираться вместе.
В 1967 году часть бывших членов коммуны провела Кислотный Тест в Денвере, штат Колорадо. В этом же году, 16 марта, в Техасском университете в Остине состоялась ещё одна вечеринка. Последний кислотный тест был проведён в Университете Райса в этом же году, 16 марта.
В 1969 году малочисленная группа оставшихся вместе Проказников на автобусе «Далше» предприняла поездку на музыкальный фестиваль Вудсток, без покинувшего их Кизи и погибшего Кэссиди. По завершении фестиваля автобус был возвращён бывшему учителю Проказников и оставлен на его ферме в Плезант Хилле (англ. Pleasant Hill, Oregon), штат Орегон, куда Кизи вместе с женой Фэй и детьми переехал после «Выпускного Бала».
В 1994 году некоторые члены коммуны из основного её костяка совместно с Кизи работали над постановкой написанного главным Проказником мюзикла «Twister: A Ritual Reality», который был показан в нескольких городах Соединённых Штатов.
В 1995 году Весёлые проказники снова собрались вместе, чтобы попрощаться со своим другом Тимоти Лири.

<…>в 1995 году, когда Тимоти Лири узнал, что смертельно болен раком, он решил пригласить к себе старых знакомых и по-дружески проститься с ними перед последним «бестрепетным трипом» на тот свет.—  В.Нугатов, Сны Орегона
1997 год стал последним в новейшей истории группы Кизи — на концерте группы Phish, за четыре года до смерти, Кен Кизи в последний раз вышел на сцену вместе с Проказниками во время исполнения песни «Colonel Forbin’s Ascent».
2005 год ознаменовался проведением вечеринки по случаю 40-й Годовщины Кислотных Тестов (40’th Anniversary of the Acid Tests) — она прошла 31 октября в Лас-Вегасе, штат Невада. Данное событие было организовано Зеном Кизи, его другом Мэтью Риком (Matthew Rick) и Робом Робинсоном (Rob Robinson). Также в проведении вечеринки принимали участие Саймон Баббс и Джордж Уокер. На вечеринку все они приехали на отреставрированном автобусе «Далше».

## Мировоззренческие идеи

### Либо вы в автобусе, либо вне автобуса
После завершения Великого Автобусного Путешествия 1964 года у Весёлых проказников сложилось несколько фундаментальных для коммуны идей и взглядов, во многом определивших её существование. Одна из ключевых идей зародилась по пути в Хьюстон, штат Техас — говоря о гипотетической возможности «потерять» кого-то в ходе поездки, Кизи продекларировал:
Ещё будут моменты, когда мы не сможем кого-нибудь дождаться. Так вот, либо вы в автобусе, либо вне автобуса. Если вы в автобусе и при этом отстали, вы его обязательно разыщете. Если же вы с самого начала вне автобуса — то и чёрт с вами.Кен Кизи
Указывая на определённую духовную связь между членами поездки, Кизи поделил окружающий мир на людей посвящённых (то есть испытавших новый опыт восприятия) и непосвящённых, используя в качестве метафоры автобус. Данная мысль стала основополагающей в вопросе отношения Весёлых проказников к людям и в то же время стала особого вида «пропуском» в закулисный мир коммуны — признание факта, что человек находился «в автобусе», означало для упомянутого доступ в узкий семейный круг Весёлых проказников.
Особую связь между членами коммуны также подчеркивает идея Кизи, выраженная во фразе «Голодную Пчелу надо накормить», определяющей характер взаимоотношений между Проказниками — необходимость поддержки и проявления сочувствия и сопереживания членам коммуны, если они оказывались в сложной жизненной ситуации.

### Фильм
Планируя поездку «Далше», Весёлые проказники намеревались документально запечатлеть всё путешествие и специальным образом технически оснастили автобус — были установлены множество динамиков и микрофонов для записи звуков внутри и снаружи автобуса, чтобы ни один звук в ходе поездки не потерялся и был записан на плёнку. Также участник поездки Майк Хейджен снимал всё происходящее на видеокамеру, фиксируя каждую остановку автобуса и любое хоть сколько-нибудь значимое событие.
В ходе создания фильма о автобусном путешествии, помимо непосредственной киносъёмки, сформировалась идея о Фильме каждого человека на планете в экзистенциальном смысле — где он (человек) играет главную роль и определяет сценарий происходящего. Соответственно задачей Весёлых проказников стало максимальное включение окружающих людей в их (Проказников) фильм — где находящиеся вне автобуса оказывались втянутыми в разыгранный пассажирами автобуса спектакль — и становились актёрами, но не сценаристами.

### Вещь
С идеей о личном Фильме также тесно связана идея Проказников о Вещи. Данным словом члены коммуны именовали то, что происходит с людьми в конкретно рассматриваемый отрезок времени, то, что люди делают здесь и сейчас. Также в данное понятие включались скрытые мотивы к деятельности и цели, которые ставит для себя человек — иногда они назывались Невысказанной Вещью.

### Интерсубъективность
Интерсубъективность — понятие, придуманное Весёлыми проказниками для обозначения единого для всех членов коммуны понимания происходящего вокруг, участия в их общем Фильме, их общая Вещь. Интерсубъективность по своей сути схожа с коллективным бессознательным Карла Юнга, однако базируется на опыте небольшой группы людей (коммуны Весёлых проказников), а не на опыте всего общества.

### Системы запаздывания
В лесу вокруг дома в Ла-Хонде Кизи проектировал системы запаздывания при помощи магнитофонов. Техническая суть заключалась в том, что каждое произнесённое в микрофон слово транслировалось через динамики (или наушники) с запаздыванием — благодаря этому можно было прослушать всё, что было только что сказано. По мнению Кизи, в человеке также заключены всевозможные системы запаздывания.
Одна из них, самая важная, это сенсорное запаздывание — промежуток между моментом, когда органы чувств что-то воспринимают, и моментом, когда вы оказываетесь способны на это отреагировать.<…> Все мы на протяжении всей жизни обречены смотреть фильм про собственную жизнь — все наши поступки основаны на событиях, которые только что закончились.<…> Мы думаем, что живем в настоящее время, но это не так. То настоящее, которое мы знаем, — это всего лишь фильм о прошлом, а управлять настоящим обычными способами мы никогда не сможем.Кен Кизи

## Социокультурное влияние

### Популяризация ЛСД
После открытия ЛСД Альбертом Хофманом в 1938 году прошло более десятилетия, пока в рамках психиатрии и фармакологии данное вещество стало активно изучаться в рамках экспериментов над людьми и животными, однако вплоть до 1960-х ЛСД не выходил за рамки узких научных кругов. В начале 1950-х стартовала секретная программа американского ЦРУ под названием Проект «МК-Ультра», в числе прочих целей которой было исследование влияния ЛСД на человека. Поступивший в 1958 году в Стэнфордский университет, Кен Кизи нанялся добровольцем для участия в подобного рода экспериментах — развившееся увлечение психоделическими веществами и образованная коммуна Весёлых проказников с её «Кислотными Тестами» в значительной степени поспособствовали широкому распространению и популяризации ЛСД в среде молодёжи и привлекло внимание властей к пагубному пристрастию населения штата Калифорния — итогом возросшей популярности стал федеральный запрет ЛСД 6 октября 1966 года.

### Психоделическая революция
Психоделическая (или кислотная) революция — собирательный термин для обозначения времени, когда широкий ассортимент психотропных веществ стал доступен в продаже и завоевал большую популярность в среде американской молодёжи.
Началом психоделической революции может формально считаться 1958 год, когда с подачи Кена Кизи психотропные вещества из лабораторий в Менло-Парке стали впервые попадать «на улицу», но более точно термин «революция» отражает 1966 год — когда широкую огласку получил проведённый коммуной Уоттсовский тест, привлекший общественное внимание посредством газет и телевидения к вопросу употребления ЛСД в среде молодёжи. Конец психоделической революции в США совпадает с упадком популярности движения хиппи в 1972 году, когда популярность ЛСД пошла на спад.

### Связующее звено между битниками и хиппи

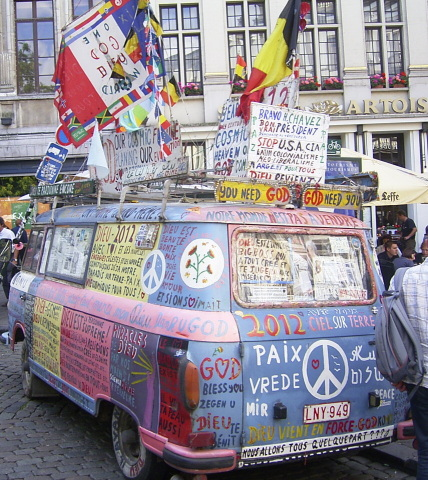
Один из символов хиппи — раскрашенный микроавтобус

Исследователи американских субкультур XX века по-разному расценивают роль Кизи и коммуны Весёлых проказников — в одном случае их причисляют к ранним хиппи, в другом — к поздним битникам, в третьем их рассматривают как связующее звено между двумя субкультурами, что по ряду признаков наиболее близко к истине:
- Закат бит-поколения пришёлся[38][39] на конец 1960-х.
- Коммуна Весёлых проказников существовала в период с 1964 по 1966.
- Расцвет движения хиппи начался[40] в 1967-м.

Проведённый коммуной в 1966 году Фестиваль Полётов посодействовал концентрированию молодёжной жизни Сан-Франциско на Хейт-Ашбери. За вечеринкой проказников последовал Фестиваль Любви (англ. Love Pageant Rally) по случаю принятия закона о запрете ЛСД на территории штата Калифорния, ставший «разминкой» перед Летом любви 1967 года, окончательно сформировавшим движение хиппи.

### Кислотный рок
В 1966 году присоединившийся годом ранее к коммуне Весёлых проказников Аузли (англ. Owsley Stanley) — имея приличный доход от продаж ЛСД, заинтересовался молодой группой The Warlocks, активно участвующей в проводимых проказниками вечеринках. Аузли стал звукорежиссёром и финансовым спонсором группы, которая к тому моменту взяла своё нынешнее название — The Grateful Dead, и приобретал для коллектива дорогостоящую аппаратуру, аналогов которой на тот момент в силу дороговизны попросту не существовало.
Таким образом, при финансовой поддержке Аузли и благодаря проводимым коммуной Кислотным Тестам, «домашней» группой для которых были The Grateful Dead, в музыкальном направлении психоделический рок появилось ответвление — кислотный рок (англ. Acid rock), у истоков которого и стоит вышеупомянутая группа.

### Психоделический плакат
Кислотным Тестам обязаны своим появлением Психоделические плакаты, характеризующиеся:
- обильным количеством надписей (зачастую расположенных хаотично, волнообразно, вихреобразно) — если говорить о постерах, плакатах;
- спектральными цветами (которые Проказники начали впервые использовать при раскраске своего автобуса);
- шрифтами и узорами, которые впоследствии будут ассоциироваться с хиппи.

## Использованная литература и источники
1. ↑  
Katherine Gauss Jackson. Books in brief (англ.). Harper’s Magazine. harpers.org (март 1959). Дата обращения: 16 мая 2010. Архивировано 14 августа 2011 года.
2. ↑  
Haprer Prize Novel Contest is announced (англ.). The Harvard Crimson. thecrimson.com (18 марта 1936). Дата обращения: 16 мая 2010. Архивировано 14 августа 2011 года.
3. ↑  
Books: East-West Child (англ.). Time Magazine U.S.. time.com (1 декабря 1959). Дата обращения: 16 мая 2010. Архивировано 14 августа 2011 года.
4. 1 2 3 4 5 6 7 8  Электропрохладительный кислотный тест / Том Вулф; пер. с англ. В. Когана. — СПБ.: Амфора. ТИД Амфора. 2006.-422 с. ISBN 5-367-00213-7
5. ↑  Над кукушкиным гнездом. Гаражная распродажа / Кен Кизи; пер. с англ. В. Голышева, Н. Караева; вступит. ст. В. Нугатова — М.: Эксмо, 2006. — 864 с. ISBN 5-699-16631-9
6. ↑  en:One Flew Over the Cuckoo's Nest (novel)#Background (англ.)
7. ↑  The 60’s Communes: Hippies and Beyond / Timothy Miller — Syracuse University Press. 2000, 329 p. ISBN 978-0-8156-0601-7
8. 1 2  en:Further (bus) (англ.)
9. ↑  en:Ken Kesey#Early life (англ.)
10. ↑  
The Rev. Dick Weston-Jones (англ.). Unitarian Universalist Congregation of Hillsborough. uuch-nc.org. Дата обращения: 16 мая 2010. Архивировано из оригинала 16 мая 2008 года.
11. ↑  
The Beatles kick off first U.S. tour at San Francisco’s Cow Palace (англ.). A&E Television Networks. history.com (19 августа 1964). Дата обращения: 16 мая 2010. Архивировано 14 августа 2011 года.
12. ↑  The Unraveling of America: A History of Liberalism in the 1960s / Allen J. Matusow — University of Georgia Press. 2009, 568 p. ISBN 978-0-8203-3405-9
13. ↑  en:Opposition to the U.S. involvement in the Vietnam War#1965 (англ.) Митинг протеста против войны во Вьетнаме
14. ↑  
The Acid Test Chronicles (англ.). postertrip.com. — Хроники Кислотных Тестов. Дата обращения: 16 мая 2010. Архивировано 18 августа 2011 года.
15. ↑  
Lawrence Downes. In Mexico: On the Lam With Ken Kesey (англ.). The New York Times. travel.nytimes.com (23 марта 2008). Дата обращения: 16 мая 2010. Архивировано 14 августа 2011 года.
16. ↑  «And They Said Ken Kesey Would Never Write Again» Donovan Bess, Ramparts, November 1967
17. ↑  
Lane Davis; Jordan Reid Berkow.: . Summary and Analysis of «The Graduation» and «Epilogue» (англ.). The Electric Kool-Aid Acid Test Study Guide. gradesaver.com (23 ноября 2007). Дата обращения: 16 мая 2010. Архивировано 14 августа 2011 года.
18. ↑  
Patrick Lundborg. Timeline 1964-67 (англ.). Ken Kesey and The Merry Pranksters. lysergia.com. Дата обращения: 16 мая 2010. Архивировано 14 августа 2011 года.
19. 1 2  
Patrick Lundborg. Lysergic Pranksters In Texas (англ.). lysergia.com (2005). Дата обращения: 16 мая 2010. Архивировано 14 августа 2011 года.
20. ↑  en:Ken Kesey#Twister (англ.)
21. ↑  
Fredstrong. Panorama Picks3 (англ.). Boulder Weekly. boulderweekly.com (2005). Дата обращения: 16 мая 2010. Архивировано 14 августа 2011 года.
22. ↑  Project MKULTRA (англ.)
23. ↑  Project MKULTRA#LSD (англ.)
24. ↑  Project MKULTRA#Notable subjects (англ.)
25. ↑  Counterculture of the 1960s#Ken Kesey and the Merry Pranksters (англ.)
26. ↑  Baker, Jeff (11 ноября 2001). All times a great artist, Ken Kesey is dead at age 66. The Oregonian (англ.). pp. A1.
27. ↑  History of LSD#Ken Kesey (англ.)
28. ↑  Electric kool-aid: LSD and the 60s psychedelic revolution (англ.) (video). Google videos. google.com (26 марта 2007). Дата обращения: 24 мая 2010. Архивировано 14 августа 2011 года.
29. ↑  Summer of Love#Early 1967 (англ.)
30. ↑  Hippie#Drugs (англ.)
31. ↑  History of LSD#Psychedelic subculture goes mainstream (англ.)
32. ↑  Storming Heaven: LSD and the American Dream / Jay Stevens; — Grove Press. 1998.-416 p. ISBN 978-0-8021-3587-2
33. ↑  Beat Generation#Connections between beats and hippies (англ.)
34. ↑  Hippie#Early hippies (1960—1966) (англ.)
35. ↑  The Beats: From Kerouac to Kesey, an Illustrated Journey through the Beat Generation / Mike Evans — Running Press. 2007.-192 p. ISBN 978-0-7624-3048-2
36. ↑  Woodstock: an encyclopedia of the music and art fair / James E. Perone — Greenwood. 2005.-248 p. ISBN 978-0-313-33057-5
37. ↑  Hippies: A Guide to an American Subculture / Micah L. Issitt — Greenwood. 2009.-164 p. ISBN 978-0-313-36572-0
38. ↑  Бит-поколение
39. ↑  Beat Generaton#The «Beatnik» era (англ.)
40. ↑  Hippie#Revolution (англ.)
41. ↑  
Joel Selvin. For the unrepentant patriarch of LSD, long, strange trip winds back to Bay Area (англ.). San Francisco Chronical. sfgate.com (12 июля 2007). Дата обращения: 16 мая 2010. Архивировано 14 августа 2011 года.
42. ↑  en:Owsley Stanley#Involvement with the Grateful Dead (англ.) Роль Аузли в творчестве The Grateful Dead
43. ↑  Dustin Graham. Acid Music Definition (англ.). ehow.com. Дата обращения: 24 мая 2010. Архивировано 14 августа 2011 года.
44. ↑  The Guide to U.S. Popular Culture / Ray B. Browne, Pat Browne; — Popular Press 3. 2001.-1010 p. ISBN 978-0-87972-821-2
45. ↑  en:Psychedelic art#In 1960s counterculture (англ.) С примерами психоделических плакатов также можно ознакомиться здесь Архивная копия от 4 мая 2010 на Wayback Machine.